# Heterostylodes denigrata
Heterostylodes denigrata är en tvåvingeart som först beskrevs av Karl Henrik Boheman 1864.  Heterostylodes denigrata ingår i släktet Heterostylodes och familjen blomsterflugor.
Artens utbredningsområde är Sverige. Inga underarter finns listade i Catalogue of Life.